# 函館朝市
41°46′21″N 140°43′31″E / 41.772555°N 140.725382°E

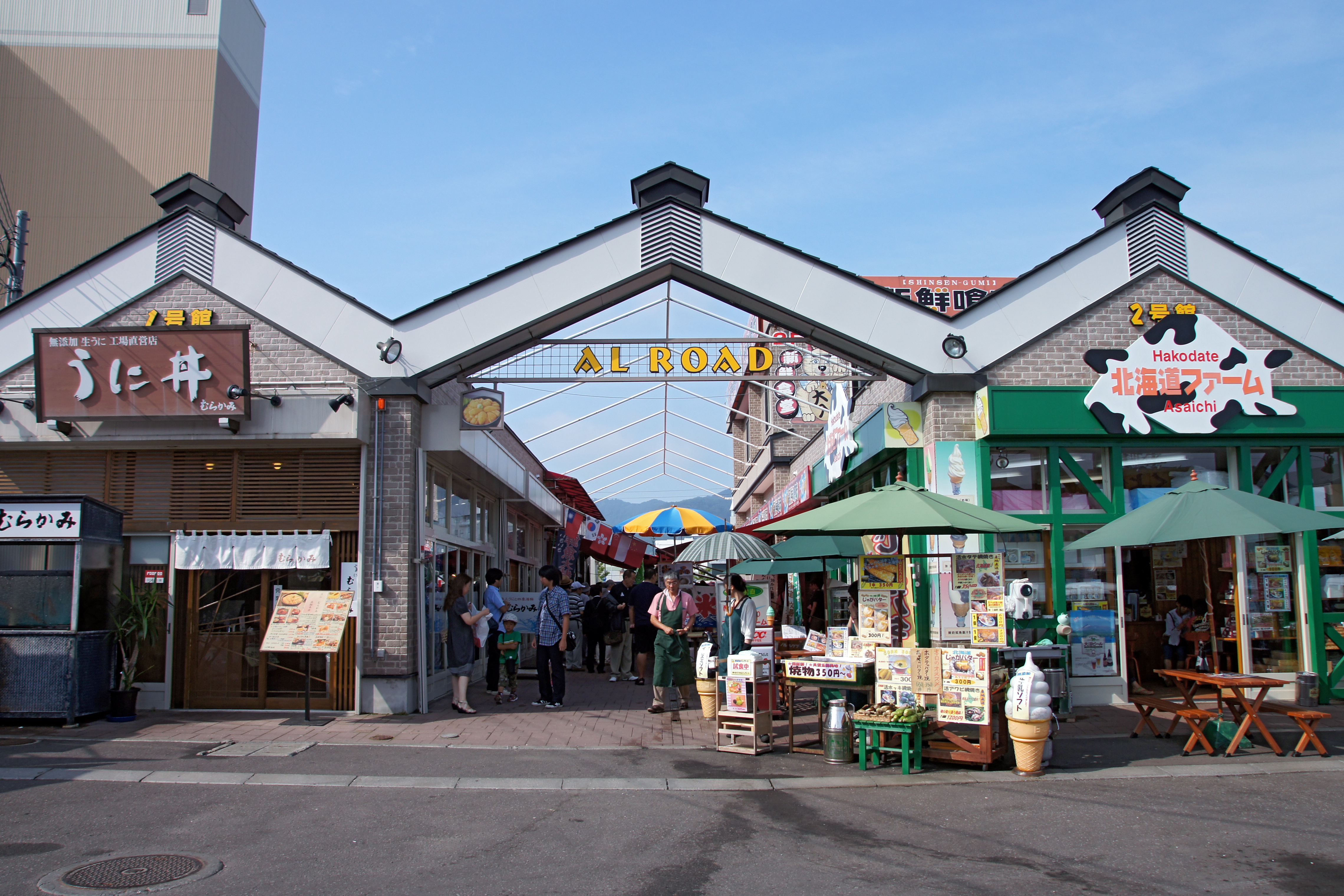
函館朝市

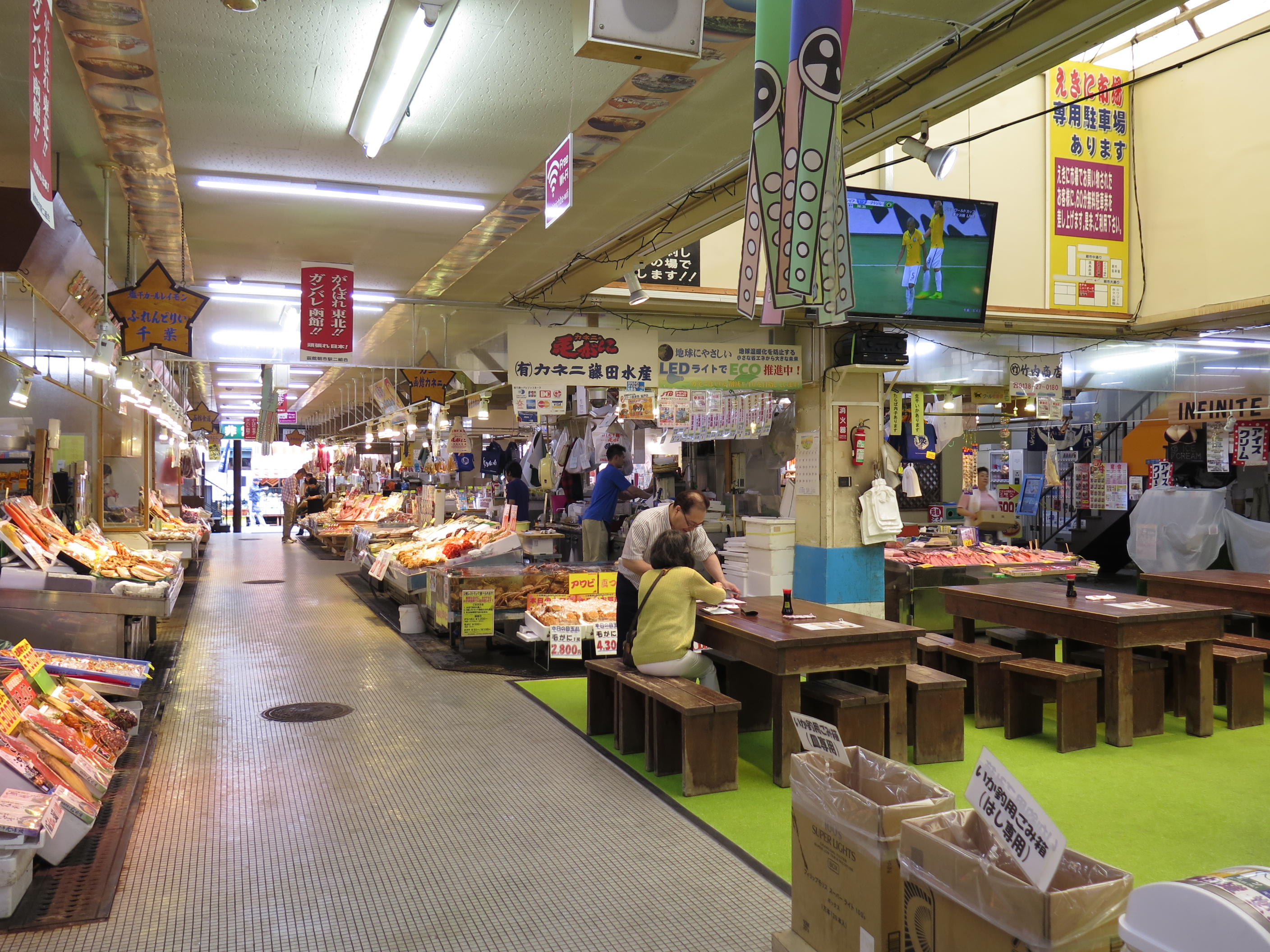
函館朝市內的海味市場

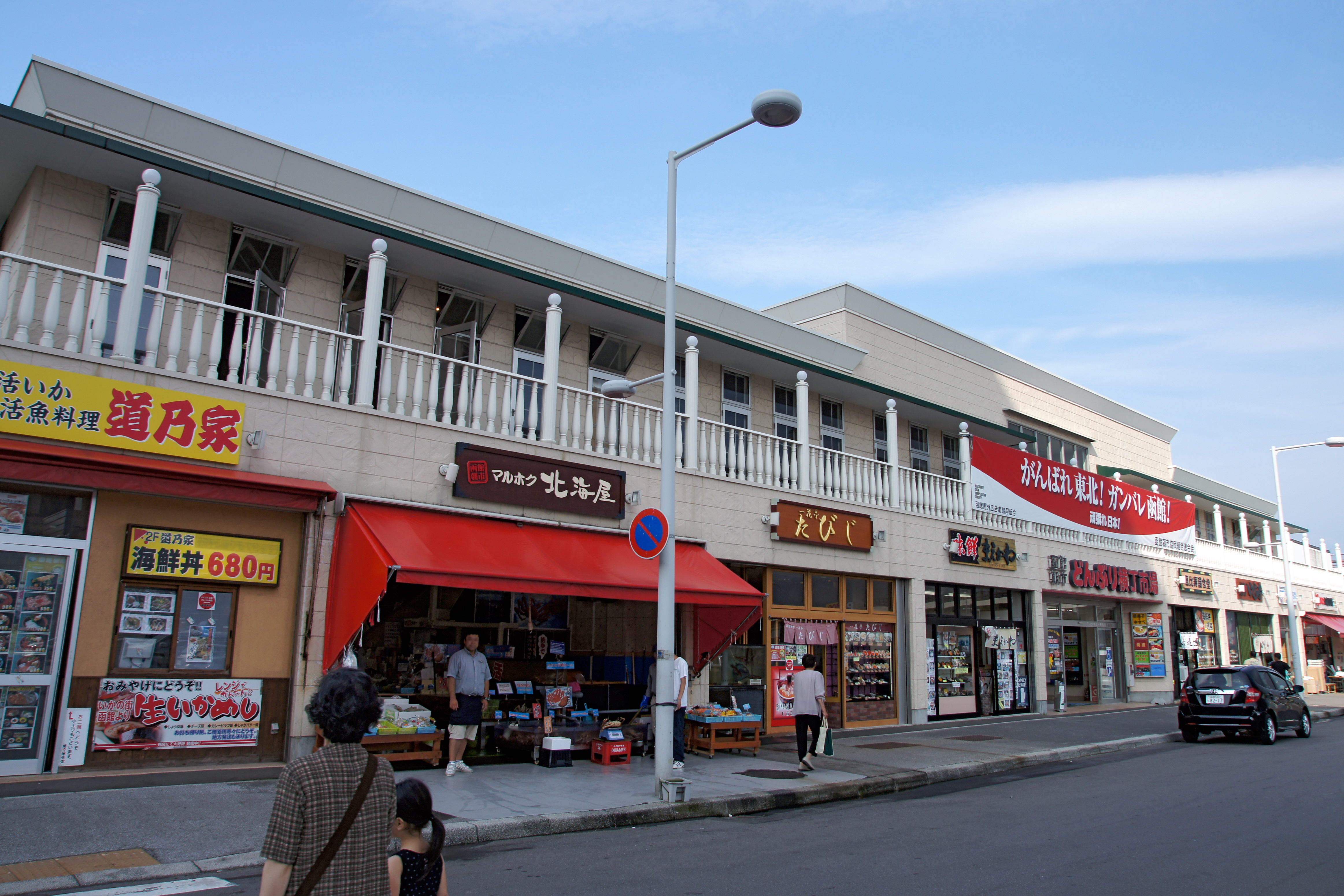
函館朝市內的餐廳

函館朝市位於日本北海道函館市若松町，離函館車站約200公尺，是日本著名早市之一。

## 概述
自第二次世界大戰結束，日本戰敗後，早市於1945年函館車站前的廣場角落開始流行
，後來於1956年遷移至現時若松町的所在地。函館朝市面積佔地約3公頃，共有160間商店，員工約1000名，年遊客估算約有180万人至200萬人左右，日遊客估算平均4,000至5,000人。函館朝市全年開放（商戶則自由選擇營業與否），開市於約5至6時，閉市於約中午12時。而部份店舖會營業至下午2至3時左右。

## 售貨
- 農作物
- 海鮮
- 乾海產
- 生果
- 食物
- 新鮮產品
- 衣料
- 米穀
- 花
- 日用雜貨

## 其他活動
- 6月函館早市市民感謝祭
- 學生早市販賣體驗